# 圣山镇
圣山镇是巴西巴伊亚州的一个市镇。总面积3285.166平方公里，总人口53429人，人口密度16.3人/平方公里。